# Oxamida
La oxamida es un compuesto orgánico de fórmula (CONH2)2. Este sólido cristalino blanco es soluble en etanol, ligeramente soluble en agua, e insoluble en éter dietílico. La oxamida es la diamida derivada del ácido oxálico.

## Preparación
La oxamida se produce a partir de cianuro de hidrógeno, que se oxida a cianógeno, que luego se hidroliza. También puede prepararse a partir de la formamida mediante electrólisis de descarga luminosa.

## Aplicaciones
La principal aplicación es como sustituto de la urea en los fertilizantes. La oxamida se hidroliza (libera amoníaco) muy lentamente, lo que a veces se prefiere frente a la rápida liberación de la urea. 
Se utiliza como estabilizador para los preparados de nitrocelulosa. También se utiliza en motores de cohetes APCP como supresor de la tasa de combustión de alto rendimiento. El uso de la oxamida en concentraciones del 1 al 3% en peso ha demostrado que ralentiza la tasa de combustión lineal y tiene un impacto mínimo en el impulso específico del propulsor.
Las oxamidas N, N'-sustituidas son ligandos de apoyo para la aminación y amidación catalizada por cobre de haluros de arilo en (reacción de Ullmann-Goldberg), incluyendo sustratos de cloruro de arilo relativamente poco reactivos.

## Reacciones
Se deshidrata por encima de 350 °C liberando cianógeno. Los derivados de la oxamida forman monocapas autoensambladas que consisten en una red de enlaces de hidrógeno.